# 首脳個人代表
首脳個人代表（しゅのうこじんだいひょう、英:personal representatives）とは、主要国首脳会議（通称サミット）における首脳の側近を表す用語。サミットが山頂にたとえることが発端となったことになぞらえ、随行員の意味でシェルパとも呼ばれる。

## 概要
首脳達によるサミットに先立ち、事前にシェルパ達が集まって予備会議が持たれ、こちらは「シェルパ会議」と呼ばれる。シェルパ会議で議長を担当するのは、サミットを主催する国のシェルパである。毎年1月にサミット議長国が交代すると、最初のシェルパ会議で議長国がテーマや議論の方向性を各国に提示し、これをたたき台にシェルパ会議は3回から5回にわたって開かれ、サミットのための事前調整や宣言文の草案づくりにあたる。サミット直前まで自国の首脳がサミット直前で有利な立場に立てるよう議論や駆け引きが行われる。シェルパは「関係官庁と首脳との間に位置し、国内各官庁の意見をサミットに向けて取りまとめる調整役」「自国の政策とサミットの目指す政策との調整役」という姿勢を担う。
サミットは官僚組織ではなく、サミットの主役である首脳個人の意思とリーダーシップによってなされるとして、シェルパ会議等は非公式であり「存在しない」という建前になっている。
首席シェルパは日本では次官級ポストである経済担当の外務審議官が就くことが慣例化している。イギリスとドイツでは首席シェルパは大蔵省の次官級がなることが多い。また次官級だけでなく、閣僚級や大統領の特別補佐官や外交顧問が首席シェルパに就いている例がある。

## 歴史
国際経済問題について先進国首脳で話し合うサミット構想を最初に提唱したのは ヴァレリー・ジスカール・デスタン フランス大統領 だが、シェルパ会議の原型を提案したのは、 ヘルムート・シュミット西ドイツ首相のであった。この提案をもとに1974年末に各国の首脳個人代表としてアメリカからジョージ・シュルツ前アメリカ財務長官、フランスからレイモン・バール教授（前欧州委員会副委員長）、西ドイツからはウィルフリート・グート博士、イギリスからエルリック・ロール元イギリス経済省事務次官、日本から鈴木秀雄前財務官が密かに集まり会合を開いた。この時は、サミットの開催がアイディア段階であり、正式にサミットがスタートした時の「シェルパ」とは異なり、「賢人会議」的な性格が強かった。
正式にサミットの開催が決定すると、首脳個人代表がサミットの準備にあたらせることが正式合意となった。シェルパのメンバーは若干入れ替わることになり、アメリカのシュルツとフランスのバールはそのままだが、西ドイツはカール・オットー・ペール大蔵省次官、イギリスはジョン・ハント内閣官房長官、日本からは吉野文六外務審議官がシェルパとなった。
2005年の第31回主要国首脳会議では開催中にロンドン同時爆破事件が発生し、議長国のトニー・ブレア首相がテロ対応として急遽ロンドンに戻って執務を取る中で、ブレア不在時の議長代理はジャック・ストロー外相が務めたと対外的に発表されたが、日本のシェルパだった藪中三十二外務審議官によると実際にはイギリスのシェルパであるイギリス外務省事務次官が臨時に議長役を務めたという。